# Ty Dolla Sign
Tyrone William Griffin (Los Angeles, 13 april 1982), beter bekend als Ty Dolla Sign (vaak gestileerd als Ty Dolla $ign of Ty$), is een Amerikaanse zanger en producer. Hij staat onder contract bij Taylor Gang Records en Atlantic Records.

## Discografie

### Albums
| Album met eventuele hitnotering(en) in de Nederlandse Album Top 100 | Datum van verschijnen | Datum van binnenkomst | Hoogste positie | Aantal weken | Opmerkingen |
| ------------------------------------------------------------------- | --------------------- | --------------------- | --------------- | ------------ | ----------- |
| Beach house 3                                                       | 2017                  | 04-11-2017            | 22              | 3            |             |

### Singles
| Single met eventuele hitnotering(en) in de Nederlandse Top 40 | Datum van verschijnen | Datum van binnenkomst | Hoogste positie | Aantal weken | Opmerkingen                                                                                      |
| ------------------------------------------------------------- | --------------------- | --------------------- | --------------- | ------------ | ------------------------------------------------------------------------------------------------ |
| Work from home                                                | 2016                  | 26-03-2016            | 1(1wk)          | 20           | met Fifth Harmony / Nr. 1 in de Single Top 100                                                   |
| Boom                                                          | 2016                  | 02-07-2016            | 33              | 4            | met Major Lazer, MOTi, Wizkid & Kranium / Nr. 39 in de Single Top 100                            |
| Gone                                                          | 2016                  | 20-08-2016            | tip2            | -            | met Afrojack                                                                                     |
| Sucker for pain                                               | 2016                  | 17-09-2016            | 29              | 3            | met Lil Wayne, Wiz Khalifa, Imagine Dragons, X Ambassadors & Logic / Nr. 30 in de Single Top 100 |
| Are you sure?                                                 | 2016                  | 14-01-2017            | 15              | 11           | met Kris Kross Amsterdam & Conor Maynard / Nr. 41 in de Single Top 100                           |
| So good                                                       | 2017                  | 28-01-2017            | tip4            | -            | met Zara Larsson                                                                                 |
| Swalla                                                        | 2017                  | 08-04-2017            | 6               | 17           | met Jason Derulo & Nicki Minaj / Nr. 67 in de Single Top 100                                     |
| Psycho                                                        | 2018                  | 10-03-2018            | 19              | 3            | met Post Malone / Nr. 17 in de Single Top 100                                                    |
| Think about us                                                | 2019                  | 09-02-2019            | tip14           | -            | met Little Mix                                                                                   |
| Ego death                                                     | 2020                  | 11-07-2020            | tip28           |              | met Kanye West, FKA Twigs & Skrillex                                                             |
| Lifetime                                                      | 2021                  | 24-07-2021            | tip18           |              | met Swedish House Mafia & 070 Shake                                                              |

- Bibliothèque nationale de France: cb16971002x (data)
- Gemeinsame Normdatei: 1081082313
- International Standard Name Identifier: 0000 0004 5332 6266
- Library of Congress Control Number: no2015027726
- MusicBrainz: 7bd66c18-cb33-49aa-9279-140acedbdb49
- Virtual International Authority File: 61145304963478610533
- WorldCat: E39PBJcrhMxPdt6TPCjVf3jwG3